# Дідда
Дідда (гінді दिद्दा; бл.928 — 1003) — володарка Кашмірської держави у 980—1003 роках.

## Життєпис
Донька Сімхараджи, раджи Лохари. За материнською лінією була онукою кабулшаха Бхімадеви Шахі. У віці 26 років вона вийшла заміж за магараджу Кшемагупту. Ще до того, як стати регентом, Дідда мала значний вплив у державних справах, були знайдені монети, на яких зображено як її ім'я, так і ім'я Кшемагупти.
У 958 році після смерті чоловіка стала регентшею при малолітньому синові Абхіманьї II, зосередивши в себе усю владу. Спочатку позвільняла сановників і міністрів померлого чоловіка, які в свою чергу спричинили повстання. Зі значними труднощами вдалося придушити це повстання. При цьому Дідда застосовувала підкуп (наприклад впливового Пхамалунга) та залякування супротивників. Дідда зберегла владу навіть за повноліття сина.
У 972 році після смерті сина владу перебрав онук Дідди — Нандігупта, який був ще маленькою дитиною. 973 року Дідда придушила змову дамарів (землевласників), що намагалися відсторонити її від влади. 973 року повалила свого онука, поставивши замість нього іншого — Трібхувану. У 975 році змінила й цього — на молодшого онука Бхімагупту
Разом з тим значної ваги набув перший міністр Тунга, який став коханцем Дідди. У 980 році вона змістила з трону Бхімагупту, якого наказала стратити. За цим прийняла титул магарані, ставши відкрито панувати в Кашмірі.
Невдовзі стикнулася з новим повстанням дамарів, яке вдалося придушити. За цим її брат Віграхараджа захопив владу в Лохарі, висунувши права на Кашмір. У відповідь Дідда підтримала іншого брата Раджкумара Удая, а його сина і свого небіжа Санграмараджу всиновила.
Спокійно панувала до самої смерті, але надмірна вага міністрів і придворних сановників, конфлікти з дамарами послабили владу, внаслідок чого вплив центрального уряду на підвладні області знизився. Померла Дідда 1003 року. Владу перебрав Санграмараджа.